# Anne Samplonius
Anne Samplonius (Montreal, 11 februari 1969) is een wielrenner uit Canada.

## Carrière
In 1994, 1998 en 2010 nam Samplonius deel aan de Gemenebestspelen.
In 2007 en 2008 werd zij Canadees nationaal kampioene tijdrijden op de weg. Eerder was zij al tweede bij de Wereldkampioenschappen wielrennen 1994 op het onderdeel tijdrijden.

## Overwinningen
1994
 Wereldkampioenschap wielrennen, tijdrijden
1997
4e etappe Tour de France Femmes
1996
6e etappe International Women's Challenge
2006
1e etappe Ronde van de Gila
2007
 Canadees kampioen tijdrijden, elite
2008
Ronde van Gelderland
 Canadees kampioen tijdrijden, elite
2010
Chrono Champenois

## Resultaten in voornaamste wedstrijden
|      | \| Jaar \| \| WK op de weg \| \| ---- \| \| ------------ \| \| 1993 \| \| 28e \| \| 1994 \| \| 27e \| \| 1995 \| \| 57e \| \| 1996 \| \| 66e \| \| 2000 \| \| 38e \| \| 2001 \| \| 33e \| \| 2006 \| \| 53e \| \| 2007 \| \| opgave \| \| 2008 \| \| opgave \| \| 2010 \| \| 43e \| |              |
| Jaar | | WK op de weg |
| 1993 | | 28e          |
| 1994 | | 27e          |
| 1995 | | 57e          |
| 1996 | | 66e          |
| 2000 | | 38e          |
| 2001 | | 33e          |
| 2006 | | 53e          |
| 2007 | | opgave       |
| 2008 | | opgave       |
| 2010 | | 43e          |